# Col du Gavia
Pour les articles homonymes, voir Gavia.
Le col du Gavia (en italien : passo di Gavia) est un col alpin italien à 2 618 m d'altitude, ce qui en fait le troisième plus haut col routier des Alpes italiennes. Frontière entre le massif de l'Ortles à l'est et le massif de Sobretta-Gavia à l'ouest, il relie le val di Gavia (affluent de la valtelline) au haut val Camonica, dans la région de la Lombardie, séparant la province de Sondrio et celle de Brescia.
Ce col est principalement connu pour être régulièrement emprunté par le Tour d'Italie. L'un de ses franchissements les plus marquants se déroule lors de la 13e étape du Tour d'Italie 1988 (5 juin) au milieu d'une tempête de neige : le Néerlandais Erik Breukink remporte l'étape dont l'arrivée est jugée à Bormio et Andrew Hampsten s'empare du maillot rose qu'il conserve jusqu'à la fin de l'épreuve.

## Géographie

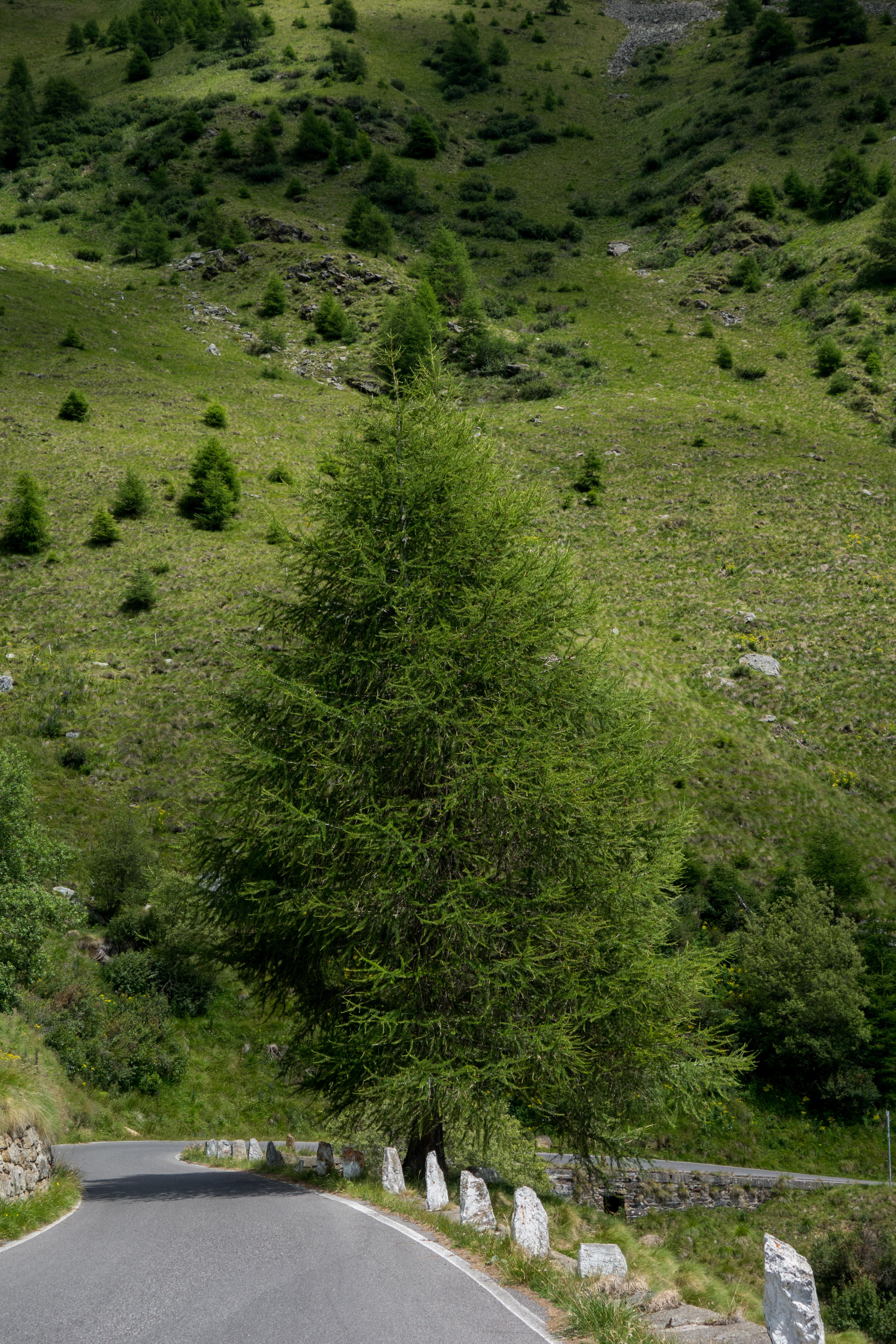
Portion basse de la route nationale 300, passant par le col du Gavia.

Dominé au nord par le Monte Gavia, le col du Gavia est accessible en voiture par la route nationale 300 de Passo di Gavia, une route panoramique de haute altitude qui part de Bormio en passant par Santa Caterina di Valfurva (dans la haute Valteline) et conduit à Ponte di Bois.
Au cours de l’année, la circulation automobile est plutôt rare en raison du tracé sinueux, de la chaussée particulièrement étroite, des fortes pentes et des parapets et protections de mauvaise qualité, tandis qu’en hiver, en raison de la haute altitude, la route est soumise à fermeture pour la neige. En été, il s'agit plutôt d'une destination fréquente pour les cyclistes et les motocyclistes de toute l'Europe.
Le refuge Arnaldo Berni se trouve à deux kilomètres du col. Il porte le nom du capitaine éponyme décédé au cours de la Première Guerre mondiale sur le glacier Dosegù.

## Histoire

### Construction de la route
Le sentier médiéval traversant le col a fait l’objet de vastes travaux d’agrandissement et de restructuration au cours de la Première Guerre mondiale. Au cours de cette période, la route devint d’une importance stratégique fondamentale compte tenu de la proximité du front. En tout état de cause, le tracé restait non goudronné, étroit et extrêmement dangereux. Depuis la seconde moitié du XXe siècle, des améliorations considérables ont été apportées, notamment l'asphaltage complet du tracé et la construction d'un tunnel pour éviter la section la plus dangereuse.

### Accident

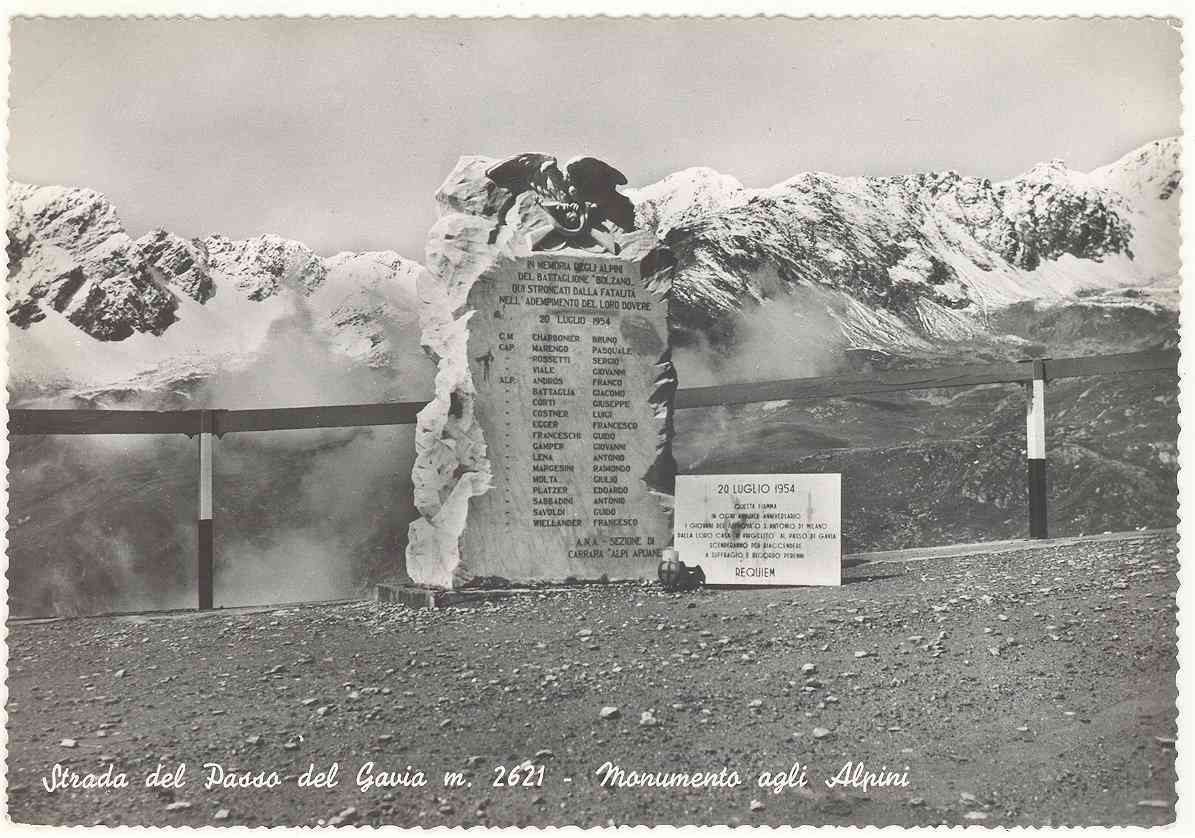
Plaques commémoratives de l'accident sur une photo d'époque.

Le matin du 20 juillet 1954, un véhicule militaire Fiat 639, transportant 21 soldats alpins âgés de 21 à 23 ans, est tombé dans un escarpement à la suite de l'effondrement du revêtement routier du côté de Brescia ; l'effondrement a entraîné la voiture dans une chute d'environ 150 mètres et a fait 17 morts. Parmi les deux blessés les plus graves, l'un est mort le lendemain de ses blessures, soit 18 victimes au total.
À l'époque, l'itinéraire, sans garde-corps ni protection, était considéré comme très risqué et son trajet n'était pas recommandé pour les camions ; il existait également une interdiction de transit (non respectée) pour les véhicules de plus de 14 passagers. Au moment de l'accident, la largeur totale de la chaussée était de 2,30 m.
Les corps des soldats, appartenant au 6e régiment du bataillon de Bolzano, ont été transférés à la petite église de Ponte di Legno pour les funérailles.

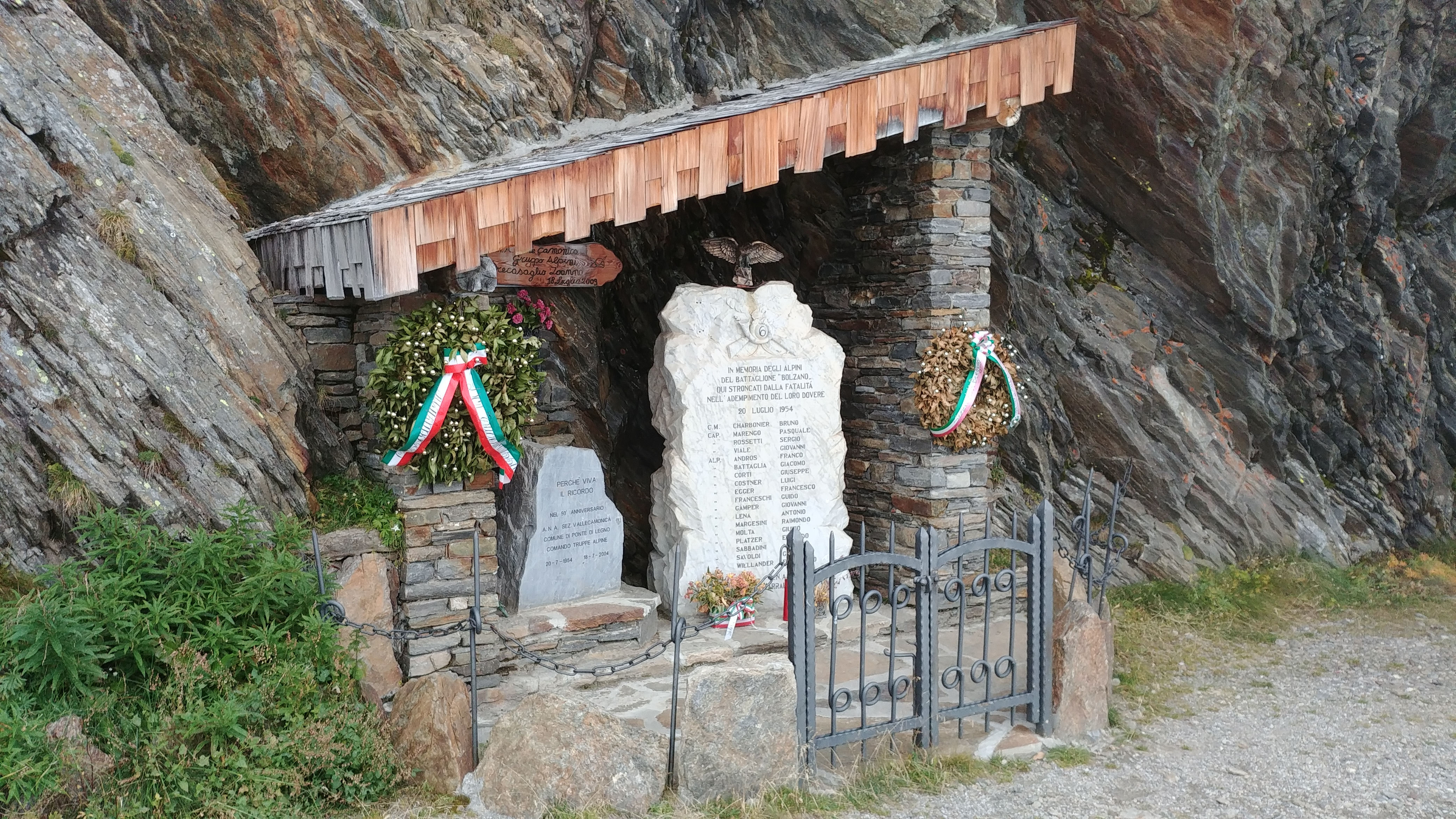
Le monument actuel à la mémoire de l'accident.

À la mémoire de la tragédie, deux plaques commémoratives ont été placées, toujours existantes.

### Crucifix à White Lake
Sur le bord de la route, près des rives du lac White, un crucifix en bois est visible. Datant de 1929, il rappelle une mère et son fils qui, voyageant en voiture de Santa Caterina à Ponte di Legno, ont été frappés dans cette zone par un brouillard épais et soudain. Miraculeusement, les survivants ont ensuite mis le crucifix en mémoire.

### Refuge Arnaldo Berni
Le refuge Berni s'élève à 2 541 m d'altitude, du côté de la valtelline. Il est dédié au capitaine Arnaldo Berni, décédé pendant la Première Guerre mondiale. Avant ce bâtiment, il y avait un autre abri du côté opposé, construit comme un abri militaire.

## Cyclisme

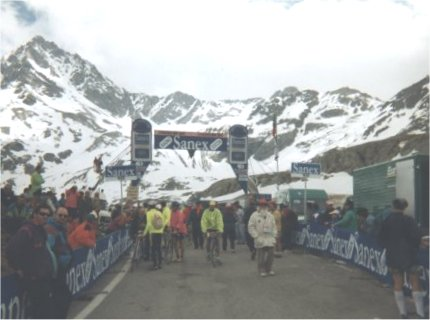
Tour d'Italie 1988 au col du Gavia.

Le col du Gavia est caractérisé par une longue ascension, une dénivellation importante et des pentes de raideur moyenne. L'ascension depuis Ponte di Legno, dans le val Camonica, est plus courte que celle depuis Bormio, mais les pentes sont plus fortes,. Aujourd'hui, avec le col du Stelvio et le col du Mortirolo, situés à proximité, le col du Gavia constitue l'une des destinations alpines les plus prisées des cyclistes.
Le col est situé sur une route secondaire peu fréquentée par la circulation mais doit sa renommée au Tour d'Italie. Il a en effet été inscrit dans le parcours du Giro quatorze fois.
La première ascension remonte à 1960 : passé seul au sommet, Imerio Massignan a été contraint de céder la première place au Luxembourgeois Charly Gaul à la suite de deux crevaisons en descente, atteignant la ligne d'arrivée à Bormio avec 14 secondes de retard. À cette époque, la route était encore non goudronnée à de nombreux endroits.
L'année suivante, le Tour d'Italie devait passer à nouveau au col, mais la course a été déviée pour la neige au profit du col du Stelvio.

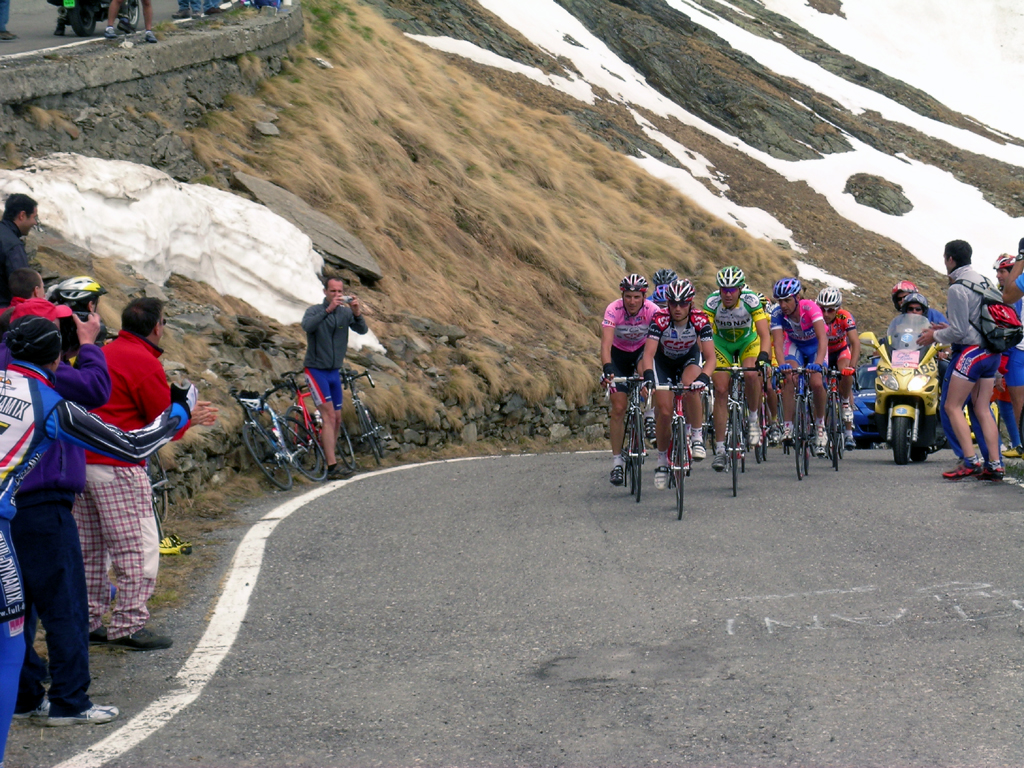
Le groupe maillot rose lors de l'ascension du col du Gavia dans le Tour d'Italia 2006.

Le Giro retourne au col du Gavia en 1988 seulement. Les coureurs doivent affronter une soudaine et inattendue tempête de neige.
En 1989, la montée a de nouveau été annulé en raison des conditions météorologiques défavorables, alors que dans les éditions de 1996, 1999, 2000, 2004, 2006, 2008 et 2010, l'ascension n'a jamais été annulée. En 2010, la montée vers le col était abordée pour la première fois du côté de Bormio, alors qu’avant, elle avait toujours été affrontée par le beaucoup plus difficile de Ponte di Legno.
Le passage au col du Gavia était également prévu dans la 19e étape du Giro d'Italia 2013, tout comme le col du Stelvio, mais en raison de conditions météorologiques défavorables, les deux cols ont été annulés et la première étape a été modifiée.
Lors du Tour d'Italie 2019, le col a été désigné Cima Coppi à la 16e étape. Quelques jours avant la passage des coureurs, le transit a cependant été annulé en raison d'une trop grande quantité de neige, ce qui a détourné la course vers le col de l'Aprica.
| Année | Coureur en tête au col du Gavia | Pays     | Étape | Versant |
| ----- | ------------------------------- | -------- | ----- | ------- |
| 1960  | Imerio Massignan                | Italie   | 20    | sud     |
| 1988  | Johan van der Velde             | Pays-Bas | 14    | sud     |
| 1996  | Hernán Buenahora                | Colombie | 21    | sud     |
| 1999  | José Jaime González             | Colombie | 21    | sud     |
| 2000  | José Jaime González             | Colombie | 14    | sud     |
| 2004  | Vladimir Miholjević             | Croatie  | 18    | sud     |
| 2006  | Juan Manuel Gárate              | Espagne  | 20    | sud     |
| 2008  | Julio Alberto Pérez Cuapio      | Mexique  | 20    | sud     |
| 2010  | Johann Tschopp                  | Suisse   | 20    | nord    |
| 2014  | Robinson Chalapud               | Colombie | 16    | sud     |

Le 27 août 2017, Tarcisio Persegona, un cycliste amateur de 79 ans, a effectué sa 500e ascension du col, un exploit commémoré par une plaque commémorative au col.